# Комарин (замък)
Замъкът Комарин (на фр. Château de Commarin) се намира в департамента Кот д'Ор във Франция, в близост до крепостта Шатоньоф и на 40 км западно от Дижон.
В самото начало това е била римска вила, която през следващите векове е превърната в замък. Вече 26 поколения Комарин е собственост на един и същи знатен род като никога не е продаван, не е засегнат от войни и не е разграбен през Френската революция.
Замъкът разполага с парк от 5 ха, оформен по английски маниер, богат интериор от 17 и 18 в. и уникална колекция от семейни килими от 16 в. с хералдически и алхимически символи.